# سلست‌ایر
سلست‌ایر (به انگلیسی: Celestair) یک اتحادیهٔ شرکت هواپیمایی است که ایر بورکینا، ایر مالی و ایر اوگاندا اعضای آن را تشکیل می‌دهند.
قطب این شرکت هواپیمایی در فرودگاه اوآگادوگو، فرودگاه بین‌المللی باماکو-سانوو، فرودگاه بین‌المللی انتبه قرار دارد.